# Model powłokowy
Model powłokowy – jeden z modeli jądra atomowego, wzorowany na modelu powłok elektronowych w atomie.
Model ten rozpatruje nukleony jądra jako niezależnie poruszające się cząstki w polu jądra utworzonym przez pozostałe nukleony: protony i neutrony. Pole wytworzone przez nukleony jądra nazywane jest potencjałem jądrowym i jest interpretowane jako uśrednienie oddziaływań międzynukleonowych.
Wnioskiem z modelu jest stwierdzenie, że jądra atomowe mające wypełnione powłoki powinny mieć większą energię wiązania od innych, czyli są stabilniejsze niż jądra sąsiednie. Liczby protonów i neutronów, dla których wypełnione są powłoki, nazwano liczbami magicznymi. Liczby magiczne dla protonów i neutronów to: 2, 8, 20, 28, 50, 82, 126, a dla samych neutronów także 184. Dla protonów magiczna może być liczba 126, 120 albo 114. Jądra o "magicznej" liczbie protonów lub neutronów nazywa się jądrami magicznymi, a podwójnie magicznymi, jeśli zarówno liczba protonów jak i neutronów jest magiczna.
Z modelu wynika też, że jądra atomowe o liczbie protonów około 126 powinny mieć znacznie dłuższy czas życia niż jądra sąsiednie. Obszar ten nazwano wyspą stabilności.
Jądra magiczne są jądrowym odpowiednikiem atomów gazów szlachetnych. Niektóre jądra podwójnie magiczne to: hel – 4, tlen –  16, cyna – 132, ołów – 208.